# Rick Colella
Richard Phillip Colella- detto Rick - (Seattle, 14 dicembre 1951) è un ex nuotatore statunitense.

## Carriera
Specializzato nella rana, ha vinto la medaglia di bronzo ai Giochi Olimpici di Montréal 1976 sulla distanza dei 200 m.

## Palmarès
- Giochi olimpici estivi

Montreal 1976: bronzo nei 200m rana.
- Mondiali

Belgrado 1973: bronzo nei 400m misti.
Cali 1975: oro nella 4x100m misti e argento nei 200m rana.
- Giochi Panamericani

Cali 1971: oro nei 200m rana e bronzo nei 400m misti.
Città del Messico 1975: oro nei 100m e 200m rana, nella 4x100m misti e argento nei 400m misti.
- Universiade

Torino 1970: oro nei 200m rana e argento nei 400m misti.